# Die Weser (vapor)
Die Weser a fost numele unei nave cu aburi germană, propulsată prin două roți cu zbaturi.
A fost construită pe șantierul naval din Bremen, fiind lansată la apă la 30 decembrie 1816. Primul transport pe mare l-a făcut la 6 mai 1817.